# Ukrajinka
Ukrajinka (ukr. Українка) – miasto na Ukrainie, w obwodzie kijowskim, w rejonie obuchowskim, u ujścia Stuhny do Dniepru, a ściślej do Zbiornika Kaniowskiego.

## Historia
Pierwotnie nosiła nazwę Ihnatówka. Pod taką nazwą wzmiankowana jest w przywileju, wydanym 5 marca 1541 roku przez Zygmunta I, w którym potwierdza on nadanie wsi monasterowi wydubieckiemu przez Zenobię Jackową.
W XVIII i XIX wieku nazwa wsi brzmiała Złodziejówka, co związane było z tajemniczą jaskinią w jej pobliżu, wykorzystywaną ponoć przez zbójców. W roku 1912, podczas budowy kolei Kijów-Obuchów-Hermanówka, wieś przejęła nazwę Stołypino, dla upamiętnienia  zamordowanego wybitnego premiera Rosji. Obecną nazwę miejscowość zawdzięcza dekretowi władzy radzieckiej z roku 1921.
W 1979 roku miejscowość otrzymała prawa miejskie.
W 1989 liczyło 16 372 mieszkańców.
W 2013 liczyło 15 644 mieszkańców.